# Orhan Müstak
Orhan Müstak (* 1984 in Cizre, Provinz Şırnak) ist ein deutscher Schauspieler kurdischer Herkunft.

## Werdegang
Müstak wuchs ursprünglich in dem Dorf Cinibir (türkisch Yeşilyurt) in der südosttürkischen Provinz Şırnak auf. 1995 kam er mit seiner Familie als Asylbewerber nach Deutschland; nach Aufenthalten in verschiedenen Asylunterkünften wurde die Familie schließlich in Berne bei Oldenburg heimisch. Der Besuch eines Theaterpädagogen an der Hauptschule, die Müstak damals besuchte, brachte ihn erstmals in Berührung mit der Schauspielerei. Nach dem Abschluss der Hauptschule in Berne erwarb Müstak den Realschulabschluss in Lemwerder und 2004 die Fachhochschulreife in Delmenhorst und Oldenburg. Während der letzten Jahre seiner Schulzeit sammelte er Schauspielerfahrungen in Jugendtheatergruppen in Lemwerder (Splash) und Oldenburg (Rollentausch und Jugendklub der Kulturetage). Zudem erhielt er eine kleine Sprechrolle in der Weihnachtsinszenierung Das Dschungelbuch am Oldenburgischen Staatstheater.
Nach dem Schulabschluss studierte Müstak zunächst von 2005 bis 2006 Informatik an der damaligen Fachhochschule Ostfriesland und von 2006 bis 2007 Wirtschaftsingenieurwesen an der Fachhochschule Oldenburg. Gleichzeitig bewarb er sich an Schauspielschulen; nach insgesamt acht Absagen wurde er 2007 zum Schauspielstudium an der Hochschule für Musik und Theater Rostock angenommen, das er 2011 mit der Diplomprüfung abschloss. Nach dem Abschluss seines Studiums war er von Januar bis Juni 2011 als Gastschauspieler am Schauspiel Dortmund in der Hauptrolle des Stücks Heimat unter Erde zu sehen. 2011 bis 2013 ist er Ensemblemitglied des Theaters Freiburg und spielte dort unter anderem die Titelrollen in Michael Kohlhaas nach Kleist und in Die Leiden des jungen Werther nach Goethe. Einem breiteren Publikum wurde er ab 2013 durch die Fernsehserie Danni Lowinski bekannt, wo er in der vierten und fünften Staffel die Rolle des Orkan Topal spielte, einen kurdischen Schlüsseldienstmitarbeiter mit kleinkrimineller Vorgeschichte.

## Filmografie
- 2013–2014: Danni Lowinski (Fernsehserie)
- 2013: Tausend & ein Streit (Fernsehfilm)
- 2013: Heads Up (Kurzfilm)
- 2016: SOKO München (Fernsehserie; Episode Falling Down)
- 2016: Endstation Glück (Fernsehfilm)
- 2016: Die Pfefferkörner (Fernsehserie; Episode Kredithaie)
- 2017: Die Kanzlei (Fernsehserie; Episode Harte Zeiten)
- 2020: Eden für jeden
- 2023: SOKO Hamburg (Fernsehserie; Episode Der Müll der Anderen)